# Dejan Dimitrovski
Dejan Dimitrovski (in macedone Дејан Димитровски?; 29 settembre 1979) è un ex calciatore macedone, di ruolo difensore.

## Palmarès

### Club

#### Competizioni nazionali
- Coppa di Macedonia: 1

Cementarnica 55: 2002-2003